# Parodija
Parodija (grč. παρῳδίᾱ parōidíā, od παρα- para-, 'pored' i ᾠδή ōidḗ 'pjesma') kulturni je žanr koji nalikuje drugomu, poznatijemu kulturnom proizvodu, ili žanru, često s namjerom da se postignu komični efekti. 
Parodija je najčešće usmjerena na samo kulturno djelo, za razliku od travestije, koja može biti usmjerena u drugom smjeru, primjerice iskrivljenoj slici ili karikaturama.
Današnje parodije poigravaju se stereotipnim ljudskim opisima i imaju klišeovsku radnju.

## Poznati umjetnici parodija
- Mel Brooks
- Tom Lehrer
- Weird Al Yankovic